# Jason Giambi
Jason Gilbert Giambi, född den 8 januari 1971 i West Covina i Kalifornien, är en amerikansk före detta professionell basebollspelare som spelade 20 säsonger i Major League Baseball (MLB) 1995–2014. Giambi var främst förstabasman, men användes även som designated hitter.
Giambi spelade för Oakland Athletics (1995–2001), New York Yankees (2002–2008), Athletics igen (2009), Colorado Rockies (2009–2012) och Cleveland Indians (2013–2014). Totalt spelade han 2 260 matcher i grundserien med ett slaggenomsnitt på 0,277, 440 homeruns och 1 441 RBI:s. Bland hans främsta meriter kan nämnas att han togs ut till fem all star-matcher samt vann en MVP Award, två Silver Slugger Awards och en Comeback Player of the Year Award.
Giambis bror Jeremy spelade också i MLB.

## Karriär

### College
Giambi draftades av Milwaukee Brewers 1989 som 1 118:e spelare totalt direkt från high school, men inget kontrakt skrevs mellan parterna. Han valde i stället att studera vid California State University, Long Beach och spela för dess basebollag Long Beach State Dirtbags.

### Major League Baseball

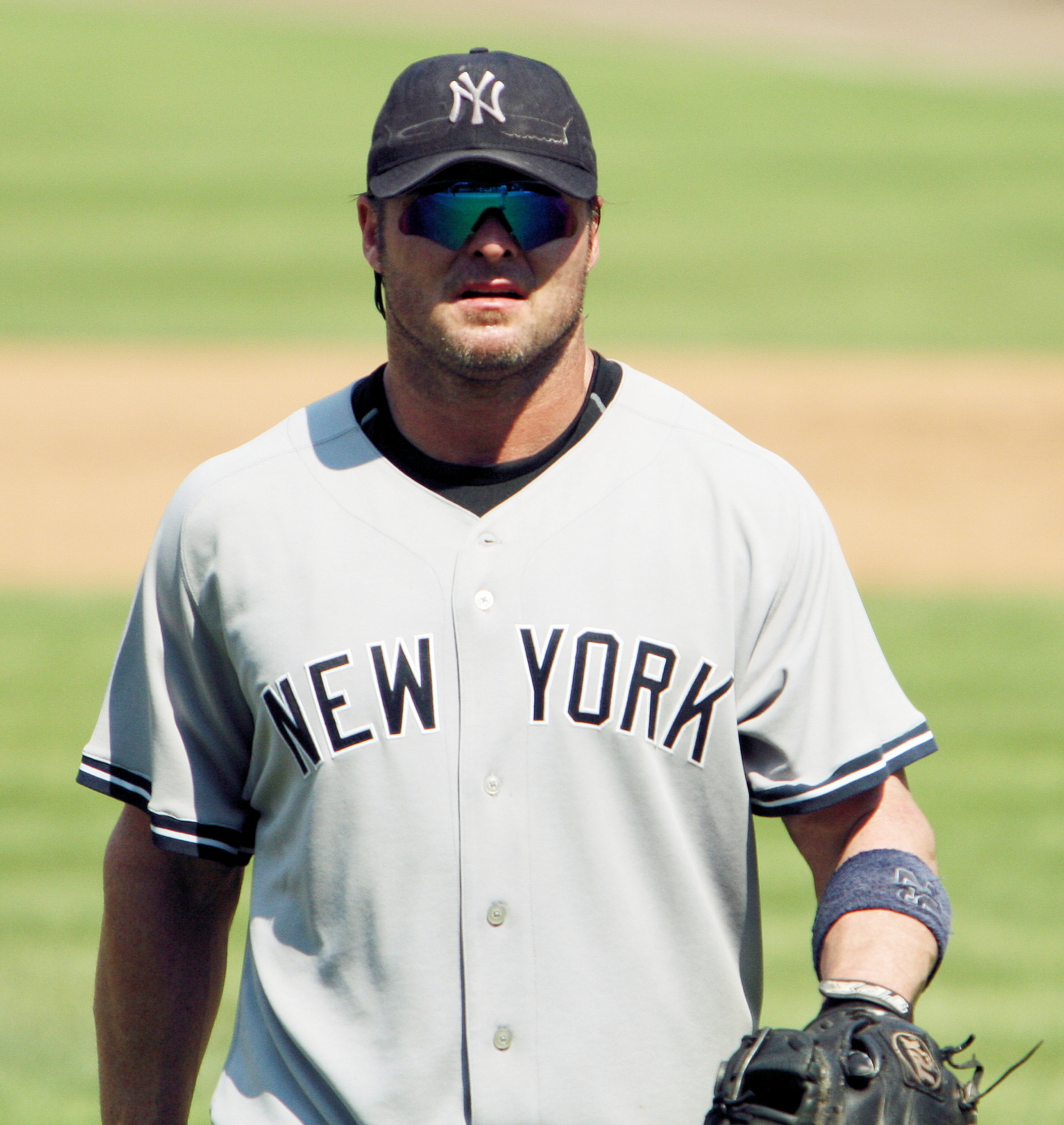
Giambi under 2006 års säsong.

Giambi blev åter tillgänglig att väljas i 1992 års MLB-draft, och den här gången valde Oakland Athletics honom som 58:e spelare totalt. Efter några är i farmarligorna debuterade han i MLB för Oakland den 8 maj 1995.
Giambi slog igenom på allvar under 2000 års säsong, då han togs ut till sin första all star-match. Han hade ett slaggenomsnitt på 0,333, 43 homeruns och 137 RBI:s och efter säsongen utsågs han till American Leagues mest värdefulla spelare (MVP). Han togs ut till all star-matchen även under de nästföljande fyra säsongerna och vann under den tidsperioden även två Silver Slugger Awards. Han hann även byta klubb till New York Yankees.
Under resten av karriären hade Giambi inte lika stora framgångar och användes mot slutet av karriären ofta som designated hitter.

### Internationellt
Giambi representerade USA vid olympiska sommarspelen 1992 i Barcelona, där USA kom fyra.

## Dopning
I början av 2000-talet briserade den stora BALCO-skandalen och Giambis namn kopplades till den via en almanacka där dopningspreparat skulle injiceras efter fastställda datum. Den 11 december 2003 medgav han inför federal domstol att han hade använt dopning under sin karriär. Giambi blev dock inte avstängd från MLB efter att han bland annat valt att samarbeta med senatorn George J. Mitchell, när denne höll på att utreda MLB och eventuell dopninganvändning bland basebollspelarna. Utredningen blev känd som Mitchellrapporten.